# Plans de boda
Plans de boda (títol original en anglès, The Wedding Planner) és una comèdia romàntica de 2001 dirigida per Adam Shankman i protagonitzada per Jennifer López i Matthew McConaughey.

## Argument
Soltera i perfeccionista, Mary Fiore (Jennifer López) és una experta organitzadora de bodes molt sol·licitada per a les joves núvies. Brillant en la seva feina, està a punt de ser sòcia de la seva empresa si aconsegueix en cartera una de les bodes més importants i luxoses de l'any. Tanmateix, aquest pla es veu trasbalsat el dia que coneix l'Steve (Matthew McConaughey). Salvada d'un greu accident en el carrer per aquest home seductor que resulta ser metge, es veu pressionada per la seva amiga Penny a acceptar una cita amb ell. Per primer cop en dos anys, la Mary se sorprèn de voler la companyia d'un home i comença a pensar a buscar l'home ideal. Mentrestant, el seu pare li vol organitzar un matrimoni de conveniència amb Massimo, que arriba des d'Itàlia per conèixer-la. Però tot es complica, el dia que coneix els nuvis de la grandiosa boda que l'ha de convertir en sòcia. Ella és Francine Donolly, la filla rica i capritxosa d'un magnat americà. La sorpresa arriba quan aquesta li presenta el seu promès, que és ni més ni menys que el mateix Steve... A partir d'aquest moment la Mary haurà de procurar controlar els seus sentiments i entendre finalment el que vol el seu cor: l'Steve o en Massimo ?

## Repartiment
| Intèrpret                | Personatge                            | Veu en català  |
| ------------------------ | ------------------------------------- | -------------- |
| Jennifer López           | Maria 'Mary' Fiore                    | Joël Mulachs   |
| Matthew McConaughey      | Dr. Steven James 'Steve/Eddie' Edison | Sergi Zamora   |
| Justin Chambers          | Massimo Lenzetti                      | Roger Pera     |
| Judy Greer               | Penny Nichols                         | Maria Moscardó |
| Bridgette Wilson-Sampras | Fran Donolly                          | Esther Solans  |

## Producció

### Càsting
Els primers actors que havien d'interpretar a la Mary i l'Steve eren la Jennifer Love Hewitt i en Brendan Fraser. Tanmateix, la parella va haver de rebutjar la seva participació en la pel·lícula per problemes d'agenda. Més tard, aquests van ser subtituïts per Sarah Michelle Gellar i Freddie Prinze Jr.. Però tampoc van poder fer un lloc al seu calendari. Així, al final, van ajuntar-se a l'equip de la pel·lícula la Jennifer Lopez i en Matthew McConaughey com a protagonistes.

### Localitzacions
Moltes de les escenes de la cinta van ser rodades al Golden Gate Park, especialment al Music Concourse (entre el vell M. H. de Young Memorial Museum i l'Acadèmia de les Ciències de Califòrnia), al Japanese Tea Garden i a The Huntington Library.

## Crítica
- "Aquesta història de tortolitos incompatibles comença amb bastant encant, però a poc a poc va perdent el rumb amb un excés d'elements ridículs."[4]

- "Una trama tan dolenta com aquesta només pot redimir-se amb les actuacions. Lopez ho aconsegueix per la seva banda (...) però McConaughey no és l'actor adequat per a aquest material (...) Puntuació: ★★ (sobre 4)"[5]

- "Malgrat tots els seus esforços, 'The Wedding Planner' no funciona, però almenys solament dura una hora i 45 minuts."[2]